# Sarcochilus tricalhatus
Sarcochilus tricalhatus là một loài thực vật có hoa trong họ Lan. Loài này được (Rupp) Rupp miêu tả khoa học đầu tiên năm 1951.